# Германия и Организация Объединённых Наций
Отношения Германии и Организации Объединённых Наций впервые начались во время Второй мировой войны. Тогда понятие Объединённые Нации были синонимом союзников по Второй мировой войне, а Германия тогда была Великим германским рейхом, членом держав оси. После окончания войны поражением Германии территория страны была разделена между победителями, а то, что должно было остаться Германией, находилось под управлением союзников. В 1949 году на этих оккупированных территориях были созданы два новых государства: Федеративная Республика Германия (Западная Германия) в мае и Германская Демократическая Республика (Восточная Германия) в октябре.
Обе Германии были приняты в качестве полноправных членов в Организацию Объединённых Наций (ООН) 18 сентября 1973 года. В конечном итоге 3 октября 1990 года произошло объединение двух стран, что ознаменовало окончание эпохи холодной войны.
Германия является четвёртым по величине вкладчиком в бюджет ООН. Германия вносит 6,09 процента этого бюджета, или приблизительно 176 миллионов долларов США.

## История

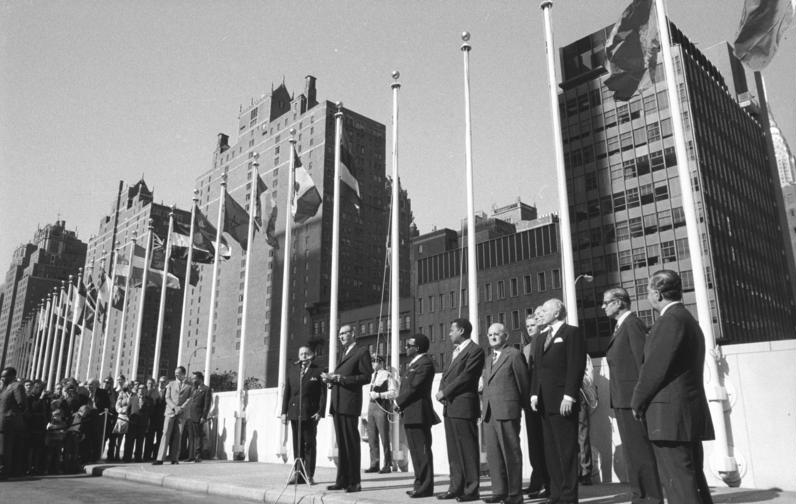
Поднятие двух немецких флагов у здания ООН в Нью-Йорке 18 сентября 1973 года.

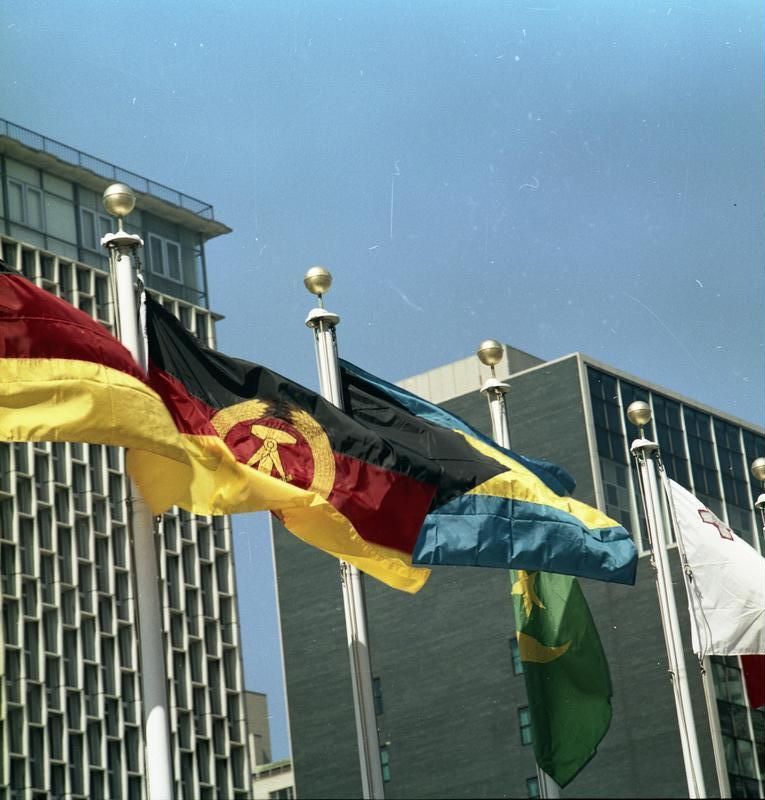
Флаги двух Германий в Организации Объединённых Наций в 1973 году.

Федеративная Республика Германия (Западная Германия) была принята в ООН в качестве наблюдателя в 1952 году. Германская Демократическая Республика (Восточная Германия) была принята в качестве наблюдателя в 1972 году. 18 сентября 1973 года обе страны были приняты в качестве полноправных членов Генеральной Ассамблеей Организации Объединённых Наций в соответствии с рекомендацией Совета Безопасности в резолюции 335 от 22 июня 1973 года. Благодаря присоединению Германской Демократической Республики к Федеративной Республике Германии, вступившему в силу 3 октября 1990 года, территория Германской Демократической Республики стала частью Федеративной Республики Германии, сегодня известной просто как Германия. Следовательно, Федеративная Республика Германия продолжала быть членом ООН, в то время как Германская Демократическая Республика прекратила свое существование.

## Место в Совете Безопасности ООН в 2011–2012 гг.
В 2011–2012 годах Германия была избрана непостоянным членом Совета Безопасности ООН (СБ ООН). Однако Германия подверглась критике со стороны своих европейских и американских союзников за то, что воздержалась при голосовании по резолюции о вмешательстве в Ливию. Бывший министр иностранных дел Германии Йошка Фишер утверждал, что «Германия утратила свой авторитет в Организации Объединённых Наций и на Ближнем Востоке. Надежды Германии на постоянное место в Совете Безопасности были окончательно разбиты, и теперь возникает страх за будущее Европы».

## Постоянное место в Совете Безопасности ООН
Франция и Соединённое Королевство открыто призвали к предоставлению постоянного места в Совете Безопасности ООН для своего близкого партнера по ЕС. Президент Франции Жак Ширак заявил в своей речи в Берлине в 2000 году, что «участие Германии, её рейтинг как великой державы, её международное влияние — Франция хотела бы, чтобы они были признаны постоянным местом в Совете Безопасности». Бывший канцлер Германии Герхард Шрёдер также назвал Россию среди других стран страной, поддержавшей заявку Германии. Италия и Нидерланды, напротив, предлагают общее место Европейского союза (ЕС) в Совете вместо того, чтобы Германия стала вторым европейским членом после Франции (и бывшего члена ЕС, Великобритании). Бывший министр иностранных дел Германии Йошка Фишер заявил, что Германия также согласилась бы на общее европейское место; однако, пока Франция и Великобритания не готовы отказаться от своих собственных мест, Германия также должна иметь место. Таким образом, кампания Германии за постоянное место усилилась в 2004 году. Шрёдер ясно дал понять в августе 2004 года: «Германия имеет право на место». Её заявку поддерживают Япония, Индия, Бразилия, Франция, Великобритания и Россия, среди прочих стран. Бывший канцлер Германии Ангела Меркель, которая изначально молчала по этому вопросу, вновь заявила о заявке Германии в своем обращении к Генеральной Ассамблее ООН в сентябре 2007 года. В июле 2011 года поездка Меркель в Кению, Анголу и Нигерию, как считалось, была мотивирована, в частности, целью заручиться поддержкой африканских стран для заявки Германии на постоянное место в Совете Безопасности.

## Внешние ссылки
- The Permanent Mission of Germany to the United Nations New York Архивировано 27 ноября 2012 года.
- United Nations, German Federal Foreign Office